# 陇西站
陇西站是一个陇海线上的铁路车站，位于甘肃省定西市陇西县文峰镇，陇中地区最重要的交通枢纽。建于1952年，目前为二等站，邮政编码为748000。目前客运：办理旅客乘降；行李、包裹托运；货运：办理整车、零担、集装箱货物发到；办理整车货物承运前保管；不办理罐装危险货物发到；不办理整车爆炸品及整车一级氧化剂发到。

## 車站周邊
- 中国建设银行文峰分理处
- 中国农业银行陇西火车站分理处
- 陇西文峰汽车站
- 中国邮政文峰邮政支局邮政营业厅
- 天水第四人民医院陇西分院
- 文峰中学